# MBM (ビルメンテナンス会社)
株式会社MBM（エムビーエム、英：MBM Co.,Ltd）は、千葉県浦安市美浜に本社を置く京成グループの建築物管理事業者である。オリエンタルランド（OLC）の完全子会社。旧称・舞浜ビルメンテナンス。
主に親会社であるOLCから東京ディズニーリゾート（TDR）内の警備・清掃・施設管理業務の一部を受託している。東京ディズニーランド（TDL）、東京ディズニーシー（TDS）の両ディズニーパーク内の夜間清掃（ナイトカストーディアル）のほか、OLC本社区域の警備、TDRの外周警備、TDRの閉園中警備（グレーブヤード・パトロール）を行っていることで知られている。またTDR内ホテルで、ハウスキーピング業務、リネン類の集配業務（ランナー）等を行っている。
近年では清掃や警備といったビルメンテナンス業にとどまらず、パーク内外におけるアンケート調査、ホテルショップの運営、厨房機器の施工、保険商品の取り扱い等も行っており、年々業容を拡大している。

## 事業内容
- 清掃事業ならびに清掃機器の保守、販売および賃貸
- 警備保障業
- ワードローブビル、ワードローブ別館ビルを含めたバックヤードに出入りするオリエンタルランド従業員の通行管理
- 建築物および建築物の空調、給排水、電気、昇降機等各種機器の管理
- 建築、内装仕上、電気、消防設備、管、防水、建具、大工、塗装、とびおよび土工工事の施工請負業
- 土木建築用資材、室内装飾資材、家具類および空調設備機器等の住宅設備機器の製造および販売
- 厨房に係る企画、設計、監理、コンサルティングおよび施工請負業
- 厨房設備、厨房機器および厨房用品の開発、製造、保守、販売および賃貸
- 生鮮食料品、加工食品、冷凍食料品および飲料の製造および販売
- 煙草、切手、収入印紙類、医薬品、塩、酒類および米穀類の販売
- 衣料品および日用雑貨等の加工、製造および販売
- 医療用具、福祉用具、介護用品ならびに計量器の製造および販売
- 陸上交通運輸業
- 土地建物の賃貸管理および転貸業
- 飲食店およびショッピングセンターの経営
- 損害保険代理業ならびに生命保険の募集に関する業務
- 情報提供サービス業
- インターネットおよびカタログによる通信販売および仲介
- 各種娯楽施設の運営
- 前各号に関する一切の業務

## 組織構成
- 総務部：General Affairs Department
- 人事部：Human Resources Department
- 監査部：Internal Auditing Department
- 営業企画部：Sales Planning Department
- カストーディアル部：Custodial Department
- リゾートオペレーション部：Resort Operation Department
- ホテル部：Hotel Department
- ショップ部：Shop Department
- メンテナンス管理部：Maintenance Administration Department
- メンテナンス第1部：First Maintenance Department
- メンテナンス第2部：Second Maintenance Department

## 事業登録
- 警備業
- 建築物環境衛生総合管理業
- 建設業（建築工事業・消防施設工事業・電気工事業・大工工事業・塗装工事業・防水工事業・内装仕上工事業・建具工事業・とび・土工工事業・管工事業）
- 登録電気工事業（一般用電気工作物・自家用電気工作物）
- 一般フロン類充填回収業
- 毒物劇物一般販売業
- 特定計量器販売事業
- 損害保険代理業
- 生命保険の募集に関する業務

## 沿革
- 2001年（平成13年）6月8日　 オリエンタルランドの100%出資子会社・株式会社舞浜ビルメンテナンスとして設立
- 2001年（平成13年）8月1日　 清掃事業開始
- 2001年（平成13年）9月1日　 警備事業開始
- 2004年（平成16年）6月1日　 ホテル客室清掃事業開始
- 2005年（平成17年）8月1日　 ショップ運営事業開始
- 2010年（平成22年）8月1日　 オーエルシー・キッチンテクノを吸収合併、厨房事業開始
- 2011年（平成23年）6月8日　 創立10周年
- 2015年（平成27年）4月1日　 吸収分割により舞浜コーポレーションの物品販売事業等を承継。同日、株式会社MBMに改称。
- 2018年（平成30年）7月19日  本店移転

## 加盟団体
- 社団法人 全国警備業協会
- 社団法人 千葉県消防設備協会

## 取引銀行
- 三井住友銀行
- 三井住友信託銀行
- みずほ銀行

## 企業理念
- MISSION：夢の守り人
- VISION：Your Integral Partner　～なくてはならない存在へ～
- VALUE：“夢”を「まもる」　“仕事”を「きわめる」　“人”で「つなげる」　“経験”を「つみあげる」

## 行動指針
- 私たちは、働く仲間と仕事に誇りを持ち、仕事そのものを楽しみ、仕事を通じて自己成長することを目指します。

1. 私たちは、誠実な行動で安全・安心・清潔な環境を提供します。
2. 私たちは、互いに思いやり、いつも笑顔と感謝の心で、最良のコミュニケーションを実行します。
3. 私たちは、仕事に誇りと喜びを持ち、仕事を通じて夢を実現します。
4. 私たちは、常に一段上を目指して挑戦し続けます。